# George Washington Carver
George Washington Carver (Diamond, 1º gennaio 1864 – Tuskegee, 5 gennaio 1943) è stato un agronomo statunitense ed educatore nel campo dell'agronomia; a tale titolo lavorò nel Dipartimento di Agricoltura dell'Istituto Tuskegee a Tuskegee in Alabama insegnando sul campo a ex-schiavi le tecniche di agricoltura per l'autosufficienza.

## Biografia
Nato da una famiglia di schiavi del Missouri, venne adottato dal suo ex-padrone Moses Carver (l'abolizione della schiavitù negli USA avvenne nel 1865), che lo fece studiare.
È curiosa l'origine del suo secondo nome, Washington: essendo noto a tutti come "George dei Carver", come avveniva spesso con gli schiavi, assunse poi il nome George Carver; ma, esistendo un'altra persona con lo stesso nome e cognome nei pressi, spesso la posta che gli era indirizzata (soprattutto appunti di studio che riceveva in abbonamento) andava all'altro; per evitare ciò aggiunse una "W" al proprio nome (quindi "George W. Carver") e quando gli fu chiesto che cosa significasse la W, lui rispose: "Beh! Washington, perché no?" E tale nome rimase.
La sua maggiore attività fu quella della organizzazione di una scuola agricola "con cattedra ambulante": lui stesso, o gli insegnanti da lui formati, si spostavano nelle fattorie principali con un carretto, trainato da un cavallo, che conteneva tutte le attrezzature per le dimostrazioni e per l'insegnamento; dalle fattorie circostanti confluivano i contadini, soprattutto neri come lui, ma anche bianchi, e nell'aia, all'aperto, o sotto un portico, venivano mostrate e messe in pratica le novità da adottare e gli errori comuni da evitare, spiegandone con parole semplici ma efficaci il motivo.
La sua maggiore premura fu quella di introdurre presso i contadini, spesso privi di ogni base culturale, il concetto di necessità del rigore quantitativo e giustificativo delle azioni; ogni azione di impresa lavorativa doveva essere praticata nella misura precisa e per un motivo preciso e verificato nella sua validità per essere efficace, evitando quindi eccessi e carenze, o azioni approssimate e dispersive. La dimostrazione pratica della validità delle sue teorie gli guadagnò una enorme popolarità e soprattutto credibilità.
La sua affermata credibilità gli permise di fare pubblicamente obiettive ma brucianti analisi del conflitto razziale così forte allora in Alabama, basate solamente sul rigore giustificativo: "Se un uomo vuole tenerne un altro in un fosso, e vuol essere sicuro che ci stia, finisce che deve stare anche lui nel fosso come l'altro; che vantaggio ne ha?" 
La sua azione, come è comprensibile, non fu esente da problemi, che egli puntigliosamente affrontò e risolse.
A puro esempio: la promozione che fece della coltivazione dell'arachide (facile da coltivare in Alabama, e preziosa miglioratrice biologica del suolo) incrementò enormemente il prodotto nella regione, salvo produrre rapidamente una grave saturazione del mercato; per risolvere tale questione studiò a fondo ogni possibile utilizzo di ogni parte della pianta e dei suoi derivati. Tale studio aprì per quella coltivazione notevolissimi sviluppi, non solo alimentari, ma anche tecnologici e industriali, proponendo a ragion veduta un valido filone produttivo, che permane tale ancor oggi, per ricavare oli, solventi, resine, diluenti, isolanti, mangimi e concimi.
Per commemorare la sua vita e le sue affermazioni rivoluzionarie in campo agricolo, il 5 gennaio (il giorno della sua morte) viene celebrato il "George Washington Carver Recognition Day", cioè il giorno di riconoscimento a George Carver. Gli è stato dedicato un cratere sulla Luna, il cratere Carver.
A lui è dedicato l'episodio 13 della seconda stagione del cartone American Dad! Venne anche nominato ne La famiglia Proud - Il film dove uno dei personaggi (il dottor Carver) è un suo discendente.